# Gai Norbà Flac (cònsol 24 aC)
Gai Norbà Flac (en llatí Caius Norbanus Flaccus) va ser un magistrat romà que va viure a l'època d'August.
Era net de Gai Norbà, cònsol l'any 84 aC, i fill de Gai Norbà Flac, cònsol l'any 38 aC i amic personal d'August. Va ser elegit cònsol l'any 24 aC juntament amb Octavi (August), segurament per influència del seu pare.
Les actes dels Jocs Seculars que es van celebrar l'any 17 aC sota la presidència d'August, diuen que era un dels quindecemviri sacris faciundis.